# 野崎酒造
野﨑酒造（のざきしゅぞう）は、東京都あきる野市戸倉に本社および工場を置く日本の酒造会社。現在、東京にて伝統を守っている10軒の酒造業者の一つである。

## 概要
越後生まれの農家の次男・野﨑喜三郎（幼名・銀蔵）は、幕末の1862年（文久2年）の16歳の時に、江戸に出てきた。杜氏として各地で経験を積んでいたとき、西多摩郡戸倉村（現・あきる野市戸倉）で貸蔵があるということを聞き、独立して酒造に携ることを決意したのが始まり。そして、1884年（明治17年）、野﨑喜三郎によって野﨑酒造が創業された。当初は、資金二百円を用立てて、初年度105石の酒を造った。現在、5代目・野﨑三永が、「喜正」ブランドの日本酒を醸造販売する老舗酒造メーカーである。
「喜正」の由来
明治初期は、野﨑酒造の屋号を「中村屋」としていた。明治中期頃、酒に名前を付けることが流行った。当初は「喜三郎」の「喜」をとり、「喜笑」としていたが、酒は仏事にも使うため具合が悪いので、「正しい」にかえて「喜正」とした。
仕込水
喜正の仕込水は、戸倉城山より湧く伏流水を使用している。古くから戸倉の人々の生活水として使われ、現在も大切に維持管理されている。水質は「やや軟質」で、酒の品質を劣化させる「鉄」「マンガン」が非常に少なく、酒造りに適している。
酒造り
喜正の酒造りは、昔ながらの手仕込で行っている。昨今、機械化が進む中で、現在でも「こしき」を用い、(1)酒造米、(2)精米、(3)洗米、(4)浸漬、(5)蒸し、(6)本仕込、(7)上槽、(8)濾過、(9)火入、(10)殺菌、(11)瓶詰め、(12)製品 と、杜氏が手間をかけ仕込んでいく手作り酒。 

## 沿革
- 1862年（文久2年） - 農業・野﨑喜三郎、越後から江戸に出て、杜氏として各地で酒を造る。
- 1884年（明治17年） - 野﨑喜三郎、西多摩郡戸倉村で酒造を創業。製造石高は105石だった。
- 年代不詳（明治初期） - 屋号を「中村屋」とする。
- 年代不詳（明治中期） - 酒銘を「喜正」とする。
- 年代不詳（昭和30年前半） - 米を焚いて蒸らす「釜場」を建築。
- 年代不詳 - 店舗の改修工事を行った、設計は「古民家再生」に熱心な降旗建築設計事務所が担当した[4]。
- 2016年（平成28年） - 現在、5代目当主・野﨑三永が継いでいる[1]。
- 2016年（平成28年）11月 - JR両国駅舎内の商業施設「-両国-江戸NOREN」に「東京商店」オープン[5]。

## 営業情報
- 定休日 - 11 - 3月（仕込期間）日曜日・祝日、4 － 10月 土・日曜日・祝日
- 営業時間 - 午前10時 - 午後12時、午後1時 - 午後5時
- 駐車場 - 有り

直営販売店
- 定休日 - 11 - 3月（仕込期間）日曜日、4 - 10月 土・日曜日・祝日
- 営業時間 - 午前10時 - 午後12時、午後1時 - 午後5時
- 酒造見学 - 非公開

## 受賞歴
全国新酒鑑評会
- 平成15酒造年度 - 「喜正」金賞受賞[6]
- 平成16酒造年度 - 「喜正」金賞受賞[7]
- 平成18酒造年度 - 「喜正」金賞受賞[8]
- 平成22酒造年度 - 「喜正」金賞受賞[9]
- 平成23酒造年度 - 「喜正」金賞受賞[10]
- 平成24酒造年度 - 「喜正」金賞受賞[11]
- 平成25酒造年度 - 「喜正」金賞受賞[12]
- 平成26酒造年度 - 「喜正」金賞受賞[13]
- 平成27酒造年度 - 「喜正」金賞受賞[14]

## 交通
鉄道
- JR五日市線 - 武蔵五日市駅

路線バス
- 西東京バス - 武蔵五日市駅から、払沢の滝入口、小岩、藤倉、数馬または上義沢行きに乗車、「戸倉」バス停下車徒歩1分

## ギャラリー
- 門正面の「喜正」の額（2016年10月6日撮影）
- 門を入って左側の主屋（2016年10月6日撮影）
- 門を入って正面の釜場（2016年10月6日撮影）
- 公道南側から釜場を見る（2016年10月6日撮影）
- 公道北側から蔵を見る（2016年10月6日撮影）
- 「江戸 NOREN」 の1階（2017年3月3日撮影）

## 関連文献
- 『喜正（きしょう）（デジタル大辞泉プラス）』「東京都、野﨑酒造株式会社の製造する日本酒。平成22、23酒造年度の全国新酒鑑評会で金賞を受賞」
- 『五日市散策マップ 萩原タケゆかりの地』西多摩新聞社、2010年